# R. I. Moore
R. I. Moore (Enniskillen, 8 de mayo de 1941-Newcastle, 5 de febrero de 2025) fue un historiador británico especialista en historia social, política y religiosa de la Edad Media, en especial de las herejías.

## Obras (selección)
- The Birth of Popular Heresy, 1975.
- The Origins of European Dissent, Allen Lane, 1977, 2e éd. Toronto, 1985.
- The First European Revolution, c. 970–1215, 2000
  - Versión en español La primera revolución europea, c. 970-1215 Crítica, 2003 ISBN 84-8432-439-7
- The Formation of a Persecuting Society: Power and Deviance in Western Europe, 950–1250, Blackwell, 1987 , segunda edición The Formation of a Persecuting Society: Authority and Deviance in Western Europe, 950–1250, Blackwell, 2007.
  - Versión en español La formación de una sociedad represora: poder y disidencia en la Europa occidental, 950-1250[3]   Crítica, 1989 ISBN 84-7423-390-9
- R. C. H. Davis, A History of Medieval Europe : from Constantine to Saint Louis, 3e édition révisée par R. . Moore, Pearson Longman, 2005, ISBN 0-582-78462-X
- The War on Heresy: the Battle for Faith and Power in Medieval Europe, Profile Books, 2012.
  - Versión en español La guerra contra la herejía: Fe y poder en la Europa medieval Crítica 2014 ISBN 84-9892-694-1